# جورج أ. كوب
جورج أ. كوب هو رائد أعمال كندي، ولد في 28 يوليو 1961.

## وصلات خارجية
- جورج أ. كوب على موقع إن إن دي بي (الإنجليزية)